# Изиджет
EasyJet (произнася се Изиджет) е нискотарифна авиокомпания от Великобритания, втора най-голяма в сектора след „Ryanair“. Централата на компанията е на летище Лутън и е наречена с името easyLAND. Хъб за аеропревозвача е летище Лондон Гетуик. Компанията изпълнява както вътрешни, така и международни полети.

## История
Компанията е създадена от сър Стелиос Хаджи-Йоану – кипърски грък, имигрирал в Англия в началото на 1970-те години, когато той е едва 28 годишен.
Стелиос създава първата си компания през 1995 г., която по-късно се превръща в конгломерата easyGROUP. В началото за него работят 70 души. Компанията се намира на летище Лутън и извършва транспортни дейности между Лутън и Шотландия. За да насърчи стартиращата фирма, летището им предоставя безплатно сграда за ползване от 4500 m² за тяхна централа, наречена с името easyLAND. Хаджи-Йоану прилага иновативни методи на управление, като минимизиране на офисните разходи, прилагането на концепцията за безхартиен офис и др. Полетите се изпълняват от два самолета Boeing 737-200, купени на лизинг, с които през първата година са превозени 30 000 пътника по маршрутите Лутън – Глазгоу и Лутън – Единбург.
Към март 2021 г. easyJet лети по 981 маршрута до 154 летища в 35 държави. Авиокомпанията извършва полети от летище София до летищата Гетуик (Лондон LGW), Манчестър, Бристъл. Има и полети от летищата Бургас (BOJ) и Варна (VAR) до Лондон Гетуик (LGW) и Берлин (BER).

## Дестинации
Към април 2014 г. авиокомпанията има над 134 дестинации в Европа, Западна Азия и Северна Африка. От 18 март 2013 г. до 21 март 2016 г. Изиджет изпълнява полети от летище Домодедово (Москва) до Великобритания в две посоки: Лондон-Гетуик и Манчестър.
Изиджет има споразумение за кодово споделяне с руската авиокомпания Трансаеро, според което Трансаеро получава правото да продава определен брой места на полетите на Изиджет Москва – Лондон. Това е първото по рода си споразумение за Изиджет.

## Флот
През юли 2021 г. флотът на Изиджет се състои от 169 самолета със средна възраст 8,4 години:
Всички полети, изпълнявани в рамките на Европейския съюз, трябва да се изпълняват до юли 2019 г. от EasyJet Europe, която експлоатира 45 самолета Еърбъс A319 и 91 Еърбъс A320. Дъщерната компания EasyJet Switzerland експлоатира 6 самолета Еърбъс A319 и 21 самолета Еърбъс A320.